# Can't Repeat
Can't Repeat è il secondo singolo estratto dall'album Greatest Hits della band punk Offspring.
Ha raggiunto la posizione #10 nella classifica Billboard Mainstream Rock Tracks.
Parlando della sua inclusione nel Greatest Hits, Dexter Holland ha detto:
(Dexter Holland)

## Significato
La canzone narra del ricordarsi il passato con malinconia, obbligandosi a pensare che la vita va avanti, nonostante quanto si stia male adesso.

## Video
Il video rappresenta semplicemente gli Offspring che eseguono il brano in una stanza abbandonata.
Venne creata un'altra versione del video, che mostra alcune persone che guardano vecchie fotografie, riprendendo il concetto principale del brano.
La prima versione è presente nel DVD Complete Music Video Collection.

## Tracce

### Prima versione[1]
1. Can't Repeat
2. Long Way Home

### Seconda versione[7]
1. Can't Repeat
2. One Hundred Punks (Generation X cover)
3. Long Way Home (Live)
4. (Can't Get My) Head Around You (Live)
5. Can't Repeat (Video)

## Formazione
- Dexter Holland - voce e chitarra
- Noodles - chitarra, cori
- Greg K - basso, cori
- Atom Willard - batteria

## Classifiche
| Classifica (2005)             | Posizione massima |
| ----------------------------- | ----------------- |
| Stati Uniti (alternative)     | 9                 |
| Stati Uniti (mainstream rock) | 10                |